# Сигарета
„Сигарета“ (Cigaretta) е алтернативна рок група в България, основана в средата на 1990-те години.

## Състав
- Владо Ковачев – китара
- Климент Калев – бас
- Владимир Василев – барабани

## Дискография
- 14 Demos (2001)
- 14 SongS (2003)
- Pluke (2006)